# Centre Obrer Republicà
El Centre Obrer Republicà La Dalla és un edifici noucentista al nucli de Vinaixa (les Garrigues) protegit com a bé cultural d'interès local.

## Arquitectura
L'edifici és de planta rectangular amb un semi-soterrani amb accés a peu pla des del jardí interior i planta baixa amb accés directe des de la carretera de Tarragona. Les parets són de carreus de pedra de diverses mides, sense treballar i disposats en filades. Hi ha grans obertures a les façanes, algunes d'elles són arcades de peces ceràmiques i pedra. Podem destacar potser l'arc conopial que hi ha a la porta d'accés, fet de pedra a diferència de les finestres laterals, arcs rebaixats fets de maó, avui tapiats. El sostre interior està mig enderrocat, fet de bigues metàl·liques i coberta d'encavallada de fusta i teula àrab que s'ensorrà el 1970.
En origen l'edifici constava de dues plantes, a la inferior hi havia una sala de ball o teatre i al superior, un cafè, una biblioteca i una sala de lectura. Actualment, però, està tot molt derruït.

## Història
El 31/05/1931 és presentada a l'ajuntament la sol·licitud de llicència municipal de la mà d'uns vinaixencs afiliats a Izquierda catalana per poder construir un local a una finca de la partida dels bancals, l'actual carretera de Tarragona. L'edifici es finançà amb les aportacions dels veïns i, de fet, el feren ells mateixos. Un cop finalitzades les obres Els que hi havien col·laborat obtingueren títols com a reconeixement.
Durant la Segona República fou un centre molt actiu en política i activitats culturals o de lleure. Això feu que amb l'acabament de la Guerra Civil (1936-1939) es declarà bé sindical marxista i la delegació nacional de sindicats el confiscà. El 1974 ells mateixos el cediren a la cooperativa de ramaders de la localitat. El 08/08/1996 l'immoble és adquirit per l'Ajuntament de Vinaixa.